# Калюга (Могилёвская область)
Калю́га (бел. Калюга) — деревня в составе Калатичского сельсовета Глусского района Могилёвской области Республики Беларусь.

## Население
- 1999 год — 94 человека
- 2009 год — 43 человека